# 武者大輔
武者 大輔（むしゃ だいすけ、1990年5月18日 - ）は、ジャパンラグビーリーグワン日本製鉄釜石シーウェイブスに所属するラグビー選手。

## プロフィール
- 宮城県亘理町出身。
- ポジションはフランカー(FL)。
- 身長 177 cm、体重 93 kg
- ニックネームはムシャ。
- U20日本代表に選ばれたことがある[1]。

## 略歴
亘理がぎゅうラグビースクールでラグビーを始めた。
2009年、仙台育英高校卒業後、法政大学に入学した。なお仙台育英高校時代、第32回高校東西対抗試合の参加メンバーに選出された。　
2012年、法政大学ラグビー部主将に就任した。
2013年、法政大学卒業後、リコーブラックラムズ(現・リコーブラックラムズ東京)に加入。同年10月20日に行われたジャパンラグビートップリーグ第6節のクボタスピアーズ戦に先発出場で公式戦初出場を果たす。
2019年、三菱重工相模原ダイナボアーズに加入。
2022年、釜石シーウェイブス(現・日本製鉄釜石シーウェイブス)に加入。

## 受賞歴
ジャパンラグビーリーグワン
- 2023-24ゴールデンショルダー (DIVISION 2)